# Donji Detlakklostret
Donji Detlakklostret (serbiska: Манастир Доњи Детлак/Manastir Donji Detlak) är ett serbisk-ortodoxt kloster beläget i orten Kalenderovci Donji i Derventa kommun i Serbiska republiken i Bosnien och Hercegovina.
Klostrets kyrka är helgad åt den israelitiska profeten Elia och klostret tillhör Zvornik och Tuzlas eparki (stift) i den serbisk-ortodoxa kyrkan.

## Klosterkyrkans historia
Donji Detlakklostrets klosterkyrka började byggas 1913 och den invigdes den 2 september samma år av metropolit Vasilije Popović av Banja Luka-Bihać.
2009 genomgick kyrkan en stor renovering, vilket ledde till att den fick invigas igen den 17 oktober samma år. Förutom renoveringen av själva kyrkan byggdes bland annat bostaden för klostret.